# Friedrich Fedde
Pour les articles homonymes, voir Fedde.
Friedrich Karl Georg Fedde, né le 30 juin 1873 à Breslau et mort le 14 mars 1942 à Berlin-Dahlem, est un botaniste et explorateur allemand, spécialiste de phytogéographie.

## Biographie
Friedrich Fedde poursuit ses études de sciences naturelles à Breslau qu'il termine en 1896. Ensuite il est privat-docent à Breslau, Tarnowitz et Berlin, puis il est nommé au musée botanique de Berlin-Dahlem en 1901 et professeur à l'université de Berlin (1912).
IL participe à plusieurs expéditions botaniques autour de la Méditerranée, dans le grand-duché de Finlande et dans le sud de l'Empire russe.
Il édite Repertorium specierum novarum regni vegetabilis (1911-1942) et y publie des articles, ainsi que dans Beheifte. Il fait paraître des articles également dans le Bulletin de l'Herbier Boissier. Il a rédigé les articles concernant les Papaveraceae (Hypecoideae et Papaveroideae) dans l'ouvrage fondamental d'Adolf Engler intitulé Das Pflanzenreich paru en 1909, ainsi que dans l'édition de 1936 du volume 17b Papaveraceae.

## Quelques publications

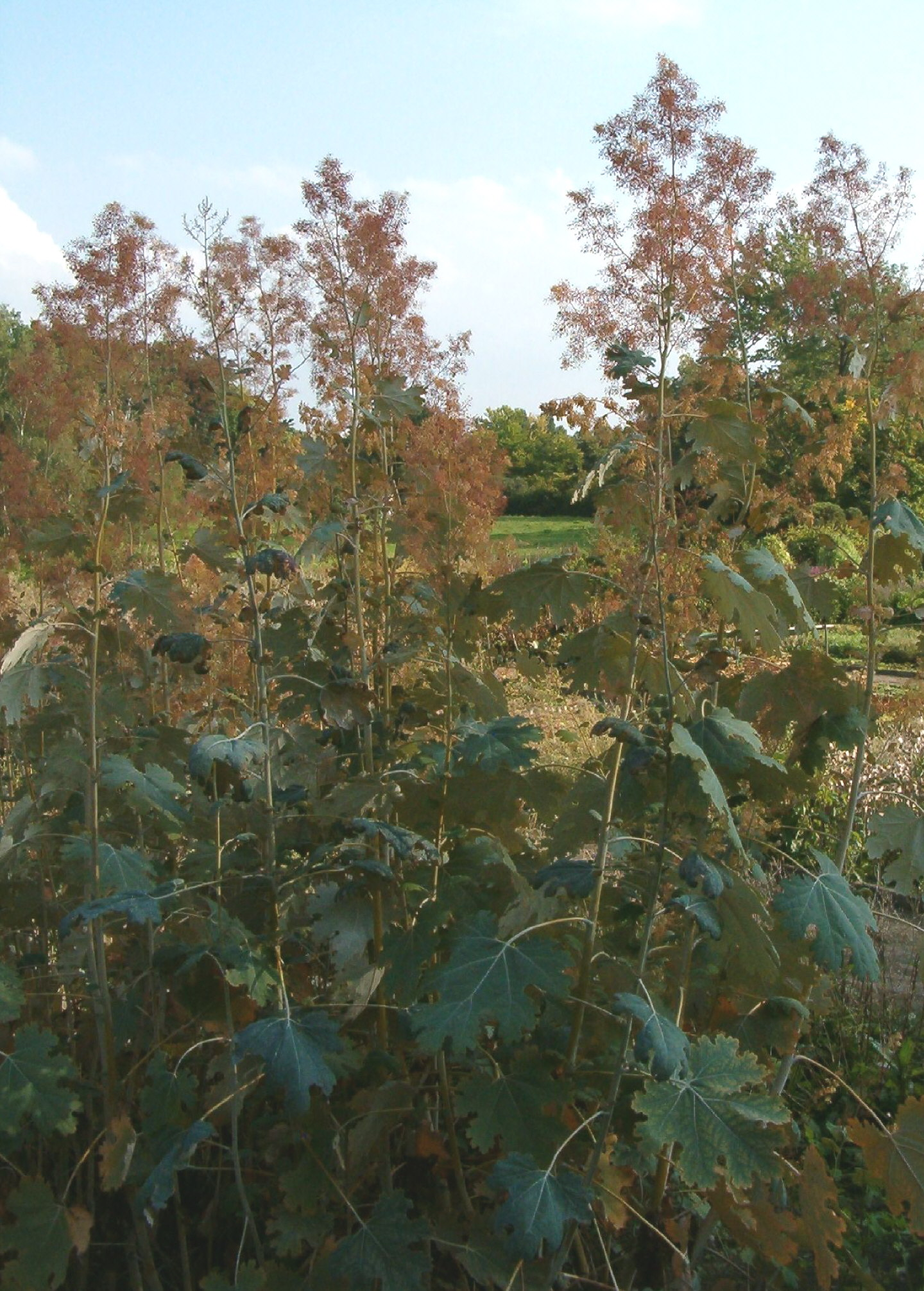
Macleaya microcarpa, l'une des nombreuses espèces étudiées par Fedde

- (de + la) Papaveraceæ novæ vel notabiles in herbario Boissier et Barbey-Boissier versantes // Bulletin de l'Herbier Boissier, 2e série, Genève, tome V (n°5), pp. 445 sq, 1905
- (de) Lichtbilder zur Pflanzengeographie und Biologie, 1912
- (de) Beiträge zur Systematik und Pflanzengeographie, en plusieurs volumes, Berlin-Dahlem, 1929-1942
- (de) Repertorium europaeum et mediterraneum : (Anhang zum Repertorium specierum novarum regni vegetabilis), Berlin, 1934

## Hommages
Genre
- (Asteraceae) Feddea (tr) Urb. (genre monotypique, comprenant l'espèce Feddea cubensis, endémique de Cuba)

Espèce
- (Papaveraceae) hybride Papaver × feddeanum K.Wein.